# Volvarina southwicki
Volvarina southwicki is een slakkensoort uit de familie van de Marginellidae. De wetenschappelijke naam van de soort is voor het eerst geldig gepubliceerd in 1904 door Davis.